# Ускорен шах
Ускорен шах, известен също като бърз шах (на руски: быстрые шахматы; на английски: rapid chess; на немски: Schnellschach), е вид шахмат, в който на всеки играч се дава по-малко време да обмисли своите ходове, отколкото позволяват контролите на времето за класическия шах: над 10 минути и не повече от 60 минути.  Бързият шах се е наричал активен шах от ФИДЕ между 1987 и 1989 г. 
Ускореният шах може да се играе с или без увеличения на времето за всеки ход. Когато се използват времеви увеличения, общото време на играч за игра от 60 хода трябва да бъде повече от 10 минути, но по-малко от 60 минути.  С увеличението на времето играчът автоматично добавя секунди на часовника след всеки ход. За Световното първенство по ускорен шах на ФИДЕ всеки играч има за игра 15 минути плюс 10 секунди допълнително време на ход, започвайки от първия ход. 
Освен ускорения шах има и други видове бърз шах с намалена времева контрола: „блиц шахмат“ и „светкавичен (куршумен) шахмат“ (bullet chess). Ускореният шах заема средна позиция по отношение на времето за игра между нормалния турнирен шах и блиц шаха. Той е сравнително ново развитие и става популярен около средата на 80-те години на XX век. Нормалният шах и блиц шахът съществуват значително по-отдавна. Докато нормалният шах не е много привлекателен за повечето зрители поради неговата бавност, а блиц шахът значително намалява качеството на играта, бързият шах предлага синтез на предимствата и на двете други форми. „Армагедонският шах“ е особена разновидност, при която се прилагат различни правила за всеки от двамата играчи.

## Правила на ФИДЕ
Продължителността на даденото време за игра се определя от контролите на времето. Световната шахматна федерация (ФИДЕ) разделя контролите на времето за игра на „класически“ и бързи контроли. От юли 2014 г. в регламентите се посочва, че за играч на майсторско ниво (с ЕЛО от 2200 или по-високо) трябва да бъдат отделени поне 120 минути за 60 хода, за която да бъде класирана играта като „класическа“;  за играчите с по-нисък коефициент това време може да бъде намалено до едва 60 минути.  Игрите, които се играят по-бързо от тези времеви контроли, могат да бъдат оценени като бързи и блиц, ако отговарят на контролите за времето за тези категории. 
В съответствие с правилата на ФИДЕ: 
- От играча не се изисква да записва ходове (но може да го направи).
- Ако игрите са достатъчно наблюдавани (например един съдия за три игри), тогава се прилагат турнирните правила.
- Ако не може да се осигури „достатъчно наблюдаване“, се прилагат следните правила:
  - След като всеки играч направи 10 хода, твърдения, че фигурите първоначално са били неправилно поставени или че контролът на времето е бил неправилен, не могат да бъдат приети. Рокадата не е възможна, ако царят и дамата са поставени неправилно преди началото на играта.

## Световни шампиони
След като бързият шах става популярен около средата на 80-те години, през 1988 г. Анатоли Карпов печели първото голямо международно състезание от световен мащаб.  То започва да става официална традиция в началото на XXI век, когато шампион става Гари Каспаров (2001 г.). Той не играе на следващото първенство през 2003 г. в Кап д'Агд (Франция), където две групи по 8 състезатели излъчват четирима полуфиналисти и титлата печели Вишванатан Ананд. След шестгодишно прекъсване победители стават Левон Аронян (2009) и Гата Камски (2010).
През 2012 г. ФИДЕ организира първото официално Световно първенство по ускорен шах, което се провежда в Астана. Игран е еднокръгов турнир с 16 участници, ограничението за време е 15 минути плюс 10 секунди на ход. Сергей Карякин става победител с 11,5 точки. Шахрияр Мамедяров спечелва второто официално издание на Световния шампионат по ускорен шах през 2013 г. в Ханти-Мансийск. Магнус Карлсен печели титлата в Дубай през 2014 г. и в Берлин през 2015 г. През 2016 г. Василий Иванчук става световен шампион по бърз шах в Доха (Катар). През декември 2017 г. Ананд спечелва отново тази титла в Рияд. С най-много титли е Магнус Карлсен.

### Мъже
| №  | Шахматист             | Година | Държава     |
| -- | --------------------- | ------ | ----------- |
| 1  | Анатоли Карпов        | 1988   | Русия       |
| 2  | Гари Каспаров         | 2001   | Русия       |
| 3  | Вишванатан Ананд      | 2003   | Индия       |
| 4  | Левон Аронян          | 2009   | Армения     |
| 5  | Гата Камски           | 2010   | САЩ         |
| 6  | Сергей Карякин        | 2012   | Русия       |
| 7  | Шахрияр Мамедяров     | 2013   | Азербайджан |
| 8  | Магнус Карлсен        | 2014   | Норвегия    |
| 9  | Магнус Карлсен        | 2015   | Норвегия    |
| 10 | Василий Иванчук       | 2016   | Украйна     |
| 11 | Вишванатан Ананд      | 2017   | Индия       |
| 12 | Даниил Дубов          | 2018   | Русия       |
| 13 | Магнус Карлсен        | 2019   | Норвегия    |
| 14 | Нодирбек Абдусатторов | 2021   | Узбекистан  |
| 15 | Магнус Карлсен        | 2022   | Норвегия    |

### Жени
| № | Шахматист           | Година | Държава  |
| - | ------------------- | ------ | -------- |
| 1 | Жужа Полгар         | 1992   | Унгария  |
| 2 | Антоанета Стефанова | 2012   | България |
| 3 | Катерина Лахно      | 2014   | Украйна  |
| 4 | Анна Музичук        | 2016   | Словения |
| 5 | Дзю Уъндзюн         | 2017   | Китай    |
| 6 | Дзю Уъндзюн         | 2018   | Китай    |
| 7 | Хъмпи Конеру        | 2019   | Индия    |
| 8 | Александра Костенюк | 2021   | Русия    |
| 9 | Тан Чжунъи          | 2022   | Китай    |